# Aproteles bulmerae
Aproteles bulmerae é uma espécie de morcego da família Pteropodidae. Endêmica de Papua-Nova Guiné.